# Cathédrale Sainte-Thérèse de Changchun
Pour les articles homonymes, voir Cathédrale Sainte-Thérèse.

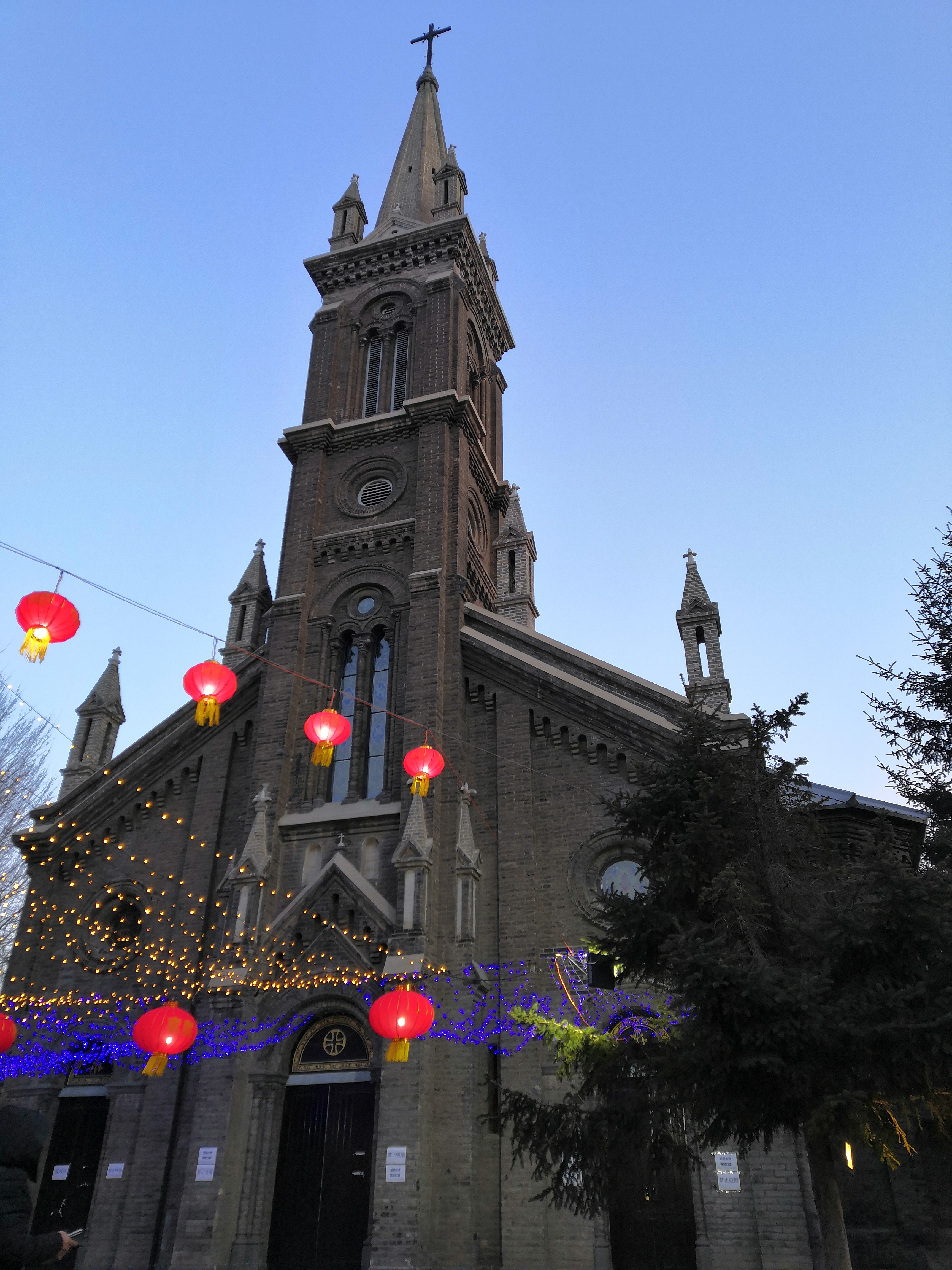

La cathédrale Sainte-Thérèse est une cathédrale de l'Église patriotique de Chine du diocèse de Jilin. Elle se trouve à Changchun (Tchang-Tchouen autrefois) dans la province de Jilin (Kirin ou Ghirin autrefois). La cathédrale du diocèse de Jilin était la cathédrale du Sacré-Cœur de Jilin, jusqu'en 1994.

## Historique
- 1898 : fondation du chapelle catholique par un prêtre français des Missions étrangères de Paris, arrivé en 1895.
- 1900 : Révolte des Boxers.
- 1912 : construction de l'église paroissiale qui est maintenant l'école moyenne N°104. La région est sous influence japonaise depuis huit ans.
- 1930 : construction de la nouvelle église, consacrée à sainte Thérèse de l'Enfant-Jésus. La ville est la capitale du Mandchoukouo sous son nom mandchou de Hsinking. Le Mandchoukouo cesse d'exister le 15 août 1945 et la ville réintégrée à la Chine.
- 1959 : le gouvernement chinois modifie le territoire des diocèses, tels qu'ils ont été dessinés en 1946 par le Saint-Siège (bulle Quotifie Nos), afin qu'ils correspondent à ceux des provinces.
- 1966-1981 : interdiction de l'Église catholique pendant la révolution culturelle. L'édifice sert de dépôt et brûle en partie en 1979.
- 1994 : l'évêque nommé par le gouvernement installe son siège ici, à la place de la cathédrale du Sacré-Cœur de Jilin.
- 2008 : l'église est à nouveau consacrée, après des travaux.

## Référence
- (en) Cet article est partiellement ou en totalité issu de l’article de Wikipédia en anglais intitulé « St. Theresa's Cathedral of Changchun » (voir la liste des auteurs).